# NGC 8
Az NGC 8 egy kettőscsillag a Pegasus (Pegazus) csillagképben.

## Felfedezése
Az NGC 8 kettőscsillagot Otto Wilhelm von Struve fedezte fel 1865. szeptember 29-én.